# Pavol Horov
Pavol Horov (ur. 25 maja 1914 w Bánovcach nad Ondavou, zm. 29 września 1975 w Bratysławie) – słowacki tłumacz i poeta. W 1973 roku otrzymał tytuł Artysty narodowego.
Początkowo jego twórczość miała charakter refleksyjny o wymowie antywojennej (zbiory: Zradné vody spodné 1940, Nioba matka naša 1942), w późniejszych zbiorach dotykała problematyki filozoficznej i społecznej (Slnce nad nami 1954, Vysoké letné nebe 1960, Z posledných 1977).
Pisał również pod takimi pseudonimami jak: Ján Onda, Pavol Horov, Peha, Péhá, PeKa, P. U. Horov, Urban Čák, Urban Horov.

## Dzieła

### Tomy poezji
- 1940 – Zradné vody spodné
- 1942 – Nioba matka naša
- 1944 – Návraty
- 1947 – Defilé
- 1952 – Moje poludnie
- 1954 – Slnce nad nami
- 1960 – Balada o sne
- 1960 – Vysoké nebo letné
- 1966 – Koráby z Janova
- 1972 – Ponorná rieka
- 1976 – Asonancie, vydané posmrtne
- 1977 – Z posledných, vydané posmrtne

### Zbiory
- 1950 – Básne
- 1960 – Poézia
- 1964 – Nioba
- 1964 – Šla tade žena
- 1964 – Zemplínske variácie

### Powieści
- 1972 – Kruté prebudenie. Zv. I
- 1973 – V čerení času. Zv. II
- 1978 – Torzá. Zv. III

### Tłumaczenia
- 1958 – Náhodné stretnutia, kniha prekladov z diel európskych i orientálnych autorov
- 1976 – Omar Chajjám: Láska, hlina, spev a čaša vína

## Popularność w Polsce
Tom poezji „Ponorná rieka” został przetłumaczony przez Witolda Nawrockiego i wydany w 1978 roku jako „Podziemna rzeka” przez Wydawnictwo Naukowe „Śląsk” w ramach cyklu Biblioteka Pisarzy Czeskich i Słowackich.
Jego teksty pojawiały się w antologiach poezji czeskiej i słowackiej.